# Dorymyrmex agallardoi
Dorymyrmex agallardoi é uma espécie de formiga do gênero Dorymyrmex.